# Нойдорф-Борнштайн
Нойдорф-Борнштайн (нем. Neudorf-Bornstein) — община в Германии, в земле Шлезвиг-Гольштейн. 
Входит в состав района Рендсбург-Экернфёрде. Подчиняется управлению Денишер Вольд.  Население составляет 1088 человек (на 31 декабря 2010 года). Занимает площадь 14,17 км².